# Grumman TB2F
Grumman TB2F byl projekt dvoumotorového torpédového bombardéru, vyvíjeného jako nástupce úspěšného typu Grumman TBF Avenger v době druhé světové války. Ve skutečnosti ale nikdy nebylo postaveno více, než model.
V roce 1944 byl zahájen projekt stavby nové třídy velkých letadlových lodí, nazvané Midway. Typ TB2F měl být vyvíjen právě pro službu na těchto nových lodích. Počítalo se s pohonem dvojicí motorů Pratt & Whitney R-2800-22 Double Wasp s výkonem 2 100 koňských sil. Brzy ale bylo rozhodnuto, že projekt není pro svou velikost a hmotnost vhodný pro provoz z letadlových lodí a projekt byl proto v lednu 1945 zrušen.